# E12 (európai út)
Az E12 európai út Európa északi részén Skandináviát szeli át északnyugat-délkeleti irányban. Északi kiindulópontja Mo i Rana (Norvégiában). átszeli Svédországot, komp köti össze (napi egy járat) Finnországgal, és Helsinkiben ér véget. Finn szakaszának számozás a nemzeti 3-as útvonal. Egész hossza körülbelül 910 km.
Norvég és svéd szakasza egybeesik a turisták számára ajánlott Kék út vonalával.

## Nyomvonala

Az E12 nyomvonala

Mo i Rana, Norvégia – Storuman, Svédország – Lycksele, – Umeå, – Holmsund, Svédország – (komp) – Vaasa, Finnország – Tampere, – Hämeenlinna, – Helsinki.

## Minősége
Az E12 országos főútvonal Norvégiában és Svédországban egyaránt. Szélessége általában 7-9 méter. A forgalma általában mérsékelt, a legélénkebb a svéd tengerpart felé közeledve, Umeå környékén. Finnországban jelentős szakaszai kiépített autópályák.